# Astounding Award for Best New Writer
Astounding Award for Best New Writer é uma premiação conferida anualmente para o melhor escritor de ficção científica ou fantasia estreante em publicação profissional no ano anterior ao da mesma.
Até agosto de 2019, o prêmio, assim como o John W. Campbell Memorial Award, homenageava o editor da Golden Age norte-americana, editor de várias revistas do gênero FC, a mais famosa Astounding Science Fiction. Após o discurso de aceitação da escritora Jeannette Ng, durante o qual se referiu a Campbell como sendo um fascista, a comunidade dedicada à ficção científica discutiu se ainda era apropriado continuar honrando Campbell desta maneira. O editor da Analog resolveu então alterar o nome da premiação.
O prêmio é patrocinado pela editora Dell Magazines. O processo de indicação e seleção é administrado pelo comitê da Worldcon (a maior convenção de ficção científica do mundo), e a premiação é efetuada na mesma cerimônia de premiação do prêmio Hugo, mesmo sem estar vinculado a ele.
Para os propósitos deste prêmio, publicações profissionais são trabalhos vendidos por uma quantia não-simbólica e publicadas em qualquer lugar do mundo.

## Vencedores
- 2020 - R. F. Kuang com The Poppy War
- 2019 - Jeannette Ng com Under the Pendulum Sun
- 2018 - Rebecca Roanhorse com "Welcome to Your Authentic Indian Experience™"
- 2017 - Ada Palmer com Too Like the Lightning
- 2016 - Andy Weir com The Martian
- 2015 - Wesley Chu com The Lives of Tao
- 2014 - Sofia Samatar com A Stranger in Olondria
- 2013 - Mur Lafferty com 1963: The Argument Against Louis Pasteur
- 2012 - E. Lily Yu com The Cartographer Wasps and the Anarchist Bees
- 2011 - Lev Grossman com The Magicians
- 2010 - Seanan McGuire com Rosemary and Rue
- 2009 - David Anthony Durham com Acacia: The War with the Mein
- 2008 - Mary Robinette Kowal com Portrait of Ari
- 2007 - Naomi Novik com His Majesty's Dragon
- 2006 - John Scalzi com Old Man's War
- 2005 - Elizabeth Bear com Hammered
- 2004 - Jay Lake com Into the Gardens of Sweet Night
- 2003 - Wen Spencer com Alien Taste
- 2002 - Jo Walton com The King's Peace
- 2001 - Kristine Smith com Code of Conduct
- 2000 - Cory Doctorow com Craphound
- 1999 - Nalo Hopkinson com Brown Girl in the Ring
- 1998 - Mary Doria Russell com The Sparrow
- 1997 - Michael A. Burstein com TeleAbsence
- 1996 - David Feintuch com Midshipman's Hope, Challenger's Hope
- 1995 - Jeff Noon com Vurt
- 1994 - Amy Thomson com Virtual Girl
- 1993 - Laura Resnick com No Room for the Unicorn
- 1992 - Ted Chiang com Tower of Babylon, Understand
- 1991 - Julia Ecklar com The Music Box, The Kobayashi Maru
- 1990 - Kristine Kathryn Rusch com Sing
- 1989 - Michaela Roessner com Walkabout Woman
- 1988 - Judith Moffett com Surviving, Pennterra
- 1987 - Karen Joy Fowler com Recalling Cinderella, Face Value
- 1986 - Melissa Scott com The Game Beyond
- 1985 - Lucius Shepard com The Taylorsville Reconstruction
- 1984 - R. A. MacAvoy com Tea with the Black Dragon
- 1983 - Paul O. Williams com The Breaking of Northwall, The Ends of the Circle
- 1982 - Alexis A. Gilliland com The Revolution from Rosinante, Long Shot for Rosinante
- 1981 - Somtow Sucharitkul com Sunsteps
- 1980 - Barry B. Longyear com "The Tryouts", Enemy Mine
- 1979 - Stephen R. Donaldson com Lord Foul's Bane
- 1978 - Orson Scott Card com Ender's Game
- 1977 - C. J. Cherryh com Gate of Ivrel
- 1976 - Tom Reamy com Twilla, San Diego Lightfoot Sue
- 1975 - P. J. Plauger com Epicycle
- 1974 (dividido) - Spider Robinson com The Guy with the Eyes, Lisa Tuttle com Lisa Tuttle
- 1973 - Jerry Pournelle com Peace with Honor,  A Spaceship for the King